# 日本語の世界
『日本語の世界』（にほんごのせかい）は、日本語全般の論集、1980年から1986年に中央公論社（全16巻）でシリーズ刊行された。

## 概要
編者代表は大野晋と丸谷才一。数冊が中央公論新社になった中公文庫で再刊された。
著者（編者）たちは、著名な国語学者と作家・文芸評論家（外国文学研究者）が半数ずつだった。最終回刊行の松村明は約3年、その前の井上ひさし（遅筆で有名）は、約2年以上遅れた出版となっている。

## 刊行書目
1. 『日本語の成立』（大野晋、1980年）
  - 新版『日本語はいかに成立したか』（中公文庫、2002年）
2. 『日本語の展開』（松村明、1986年）
3. 『中国の漢字』（貝塚茂樹・小川環樹編、1981年）
  - 漢字の起源（貝塚茂樹）
  - 漢字の構成（吉田恵）
  - 漢字の音韻（尾崎雄二郎）
  - 漢字の表現（小南一郎）
  - 中国の字書（小川環樹）
  - 楷書の生態（藤枝晃）
  - 文字改革（大原信一）
4. 『日本の漢字』（中田祝夫・林史典、1982年）
  - 新版『日本の漢字』（中公文庫、2000年）
5. 『仮名』（築島裕、1981年）
6. 『日本語の文法』（北原保雄、1981年）
7. 『日本語の音韻』（小松英雄、1981年）
8. 『言葉・西と東』（徳川宗賢、1981年） - 主に方言論
9. 『沖縄の言葉』（外間守善、1981年）
  - 新版『沖縄の言葉と歴史』（中公文庫、2000年）
10. 『日本語を生きる』（井上ひさし編、1985年）
  - 現代の言語感覚（筒井康隆）
  - 日本語と共通感覚：モノローグ・ドラマ風に（中村雄二郎）
  - 意味接続の変容：カテゴリー越えの認識と表現（佐藤信夫）
  - 國語元年（井上ひさし） - 戯曲
11. 『詩の日本語』（大岡信、1980年）
  - 新版『詩の日本語』（中公文庫、2001年）
12. 『戯曲の日本語』（木下順二、1982年）
13. 『小説の日本語』（野口武彦、1980年）
14. 『散文の日本語』（杉本秀太郎・大槻鉄男、1981年）
15. 『翻訳の日本語』（川村二郎・池内紀、1981年）
  - 新版『翻訳の日本語』（中公文庫、2000年）
16. 『国語改革を批判する』（丸谷才一編、1983年）
  - 新版『国語改革を批判する』（中公文庫、1999年）
  - 国語改革の歴史：戦前（大野晋）
  - 国語改革の歴史：戦後（杉森久英）
  - 現代日本語における漢字の機能（岩田麻里）
  - 国語改革と私（入沢康夫）
  - 「日本語改革」と私：ある国語生活史（山崎正和）
  - 言葉と文字と精神と（丸谷才一）

## 関連文献
- 大野晋・丸谷才一 『対談 日本語で一番大事なもの』 中央公論社、1987年／中公文庫、改版2016年
- 大野晋編 『対談集 日本語を考える』 中公文庫、改版2002年
- 丸谷才一 『完本 日本語のために』 新潮文庫、2011年
『日本語のために』、『桜もさよならも日本語』（各・新潮社、のち新潮文庫）の各一部を再編した新版。
- 司馬遼太郎 『対談集 日本語と日本人』 中公文庫、改版1997年
  - 『司馬遼太郎対話選集2　日本語の本質』 文春文庫、2006年、相手は一部変更（大野・丸谷・徳川等との対話を収録）
- 大野晋・森本哲郎・鈴木孝夫 『日本・日本語・日本人』 新潮選書、2001年
- 鈴木孝夫 『閉された言語・日本語の世界』 新潮選書、増訂版2017年／『著作集 2』 岩波書店、2000年